# Седмият печат
„Седмият печат“ (на шведски: Det sjunde inseglet) е шведски филм от 1957. Режисьор и автор на сценария е Ингмар Бергман, а главната роля се изпълнява от Макс фон Сюдов.

## Сюжет
На връщане от кръстоносните походи, рицарят Антониус Блок (Макс фон Сидов) среща Смъртта и уговаря кратко отлагане на нейната мисия, предизвиквайки я на партия шах. Рицарят намира родната си земя разкъсвана от болести и подвластна на странен култ към самобичуването.
Останките от неговата вяра в Бог са разпилени от това, което вижда, но той все пак се натъква и на по-щастливата страна на религиозното изживяване. Това става при срещата му с веселите пътуващи артисти Йоф, жена му Миа и тяхното дете. С помощта на ковача Плог и останалите, Блок се отправя към семейния замък. Когато Йоф го зърва да играе шах със Смъртта, той събира семейстото си и си тръгва. Тъкмо навреме, защото Смъртта скоро посещава Блок и настоява за компанията на всички, които са край него на масата.

## В ролите
| Изпълнител        | Роля               |
| ----------------- | ------------------ |
| Макс фон Сюдов    | Антониус Блок      |
| Гунар Бьорнстранд | Йонс               |
| Нилс Попе         | Юф                 |
| Биби Андершон     | Миа                |
| Бенгт Екерот      | Смъртта, Разказвач |
| Гунел Лидблум     | Нямото момиче      |

## Награди и номинации
- 1957 – специална награда на журито на Филмовия фестивал в Кан
- 1957 – номинация за „Златна палма“ на Филмовия фестивал в Кан